# Zehlendorf (Berlino)
Zehlendorf è un quartiere (Ortsteil) nel sud-ovest di Berlino, appartenente al distretto (Bezirk) di Steglitz-Zehlendorf. Confina nel suo estremo sud con lo stato (Land) di Brandeburgo, nelle vicinanze di Potsdam.

## Storia
Esiste un documento emesso nel 1242 che conferma la vendita del villaggio da parte dei sovrani, i margravi co-regnanti Giovanni I e Ottone III, ai monaci cistercensi di Lehnin per 300 marchi d'argento, e ai quali appartenne fino allo scioglimento nel 1542 a causa della Riforma.
Per questo motivo nel 1992 il distretto ha festeggiato il suo 750º compleanno.
I monaci di Lehnin si erano così stabiliti facendoci da base per raggiungere i loro possedimenti nell'area del Barnim dove possedevano un monastero.
Lo Zehlendorfer Feldmark , che fu notevolmente ampliato nel 1251 attraverso l'acquisto di "Crummense", insediamento sulle rive di Krumme Lanke, garantiva il sostentamento a circa 140 persone.
I tre laghi, Tusen (Nikolassee), Schlachtensee e Krumme Lanke, fornivano al villaggio pesce e paglia per i tetti.  I terreni ad ovest, che si estendevano fino all'Havel e al Großer Wannsee fornivano legna e servivano da pascolo.  I fertili terreni argillosi e marnosi, principalmente a est, sono stati utilizzati secondo il sistema della Rotazione triennale delle colture.
Già comune indipendente, fu annesso alla "Grande Berlino" nel 1920 e inserito nel distretto di Zehlendorf.
Nel 2020 parte del territorio di Nikolassee andò a costituire il nuovo quartiere di Schlachtensee.